# Zirfaea pilsbryi
Zirfaea pilsbryi is een tweekleppigensoort uit de familie van de Pholadidae. De wetenschappelijke naam van de soort is voor het eerst geldig gepubliceerd in 1931 door Lowe.